# Ópera Semper

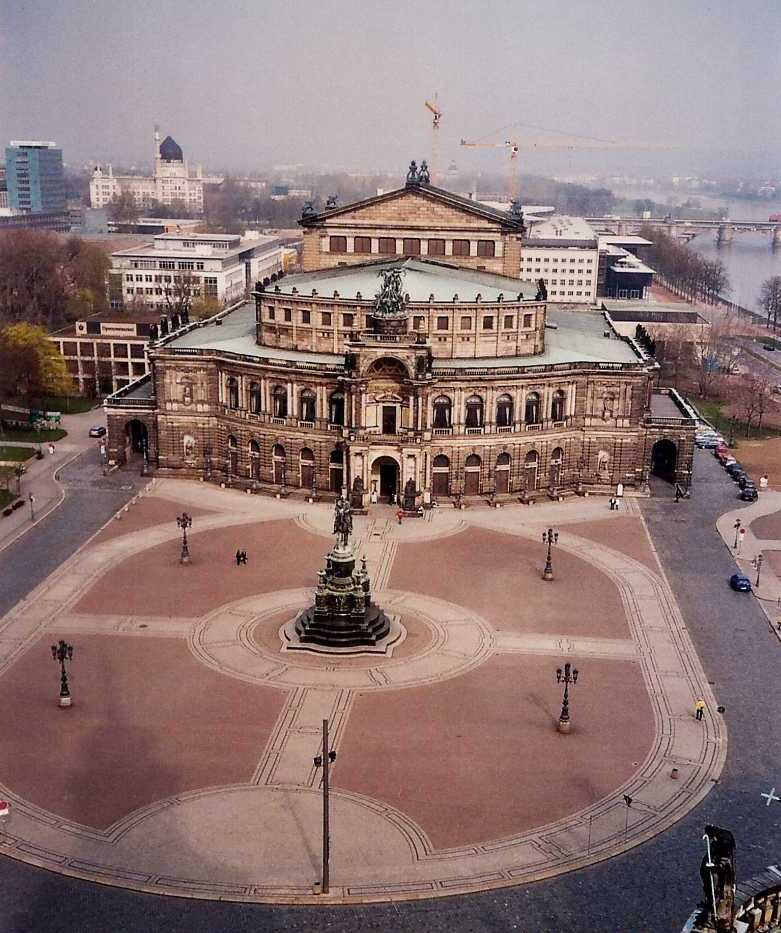

A Ópera Semper (em alemão Sächsische Staatsoper Dresden) é a casa da companhia Ópera Estatal de Dresden e sala de concertos da Orquestra Estatal de Dresden, em Dresden, Alemanha. Foi construída em 1841 pelo arquiteto Gottfried Semper.

## História

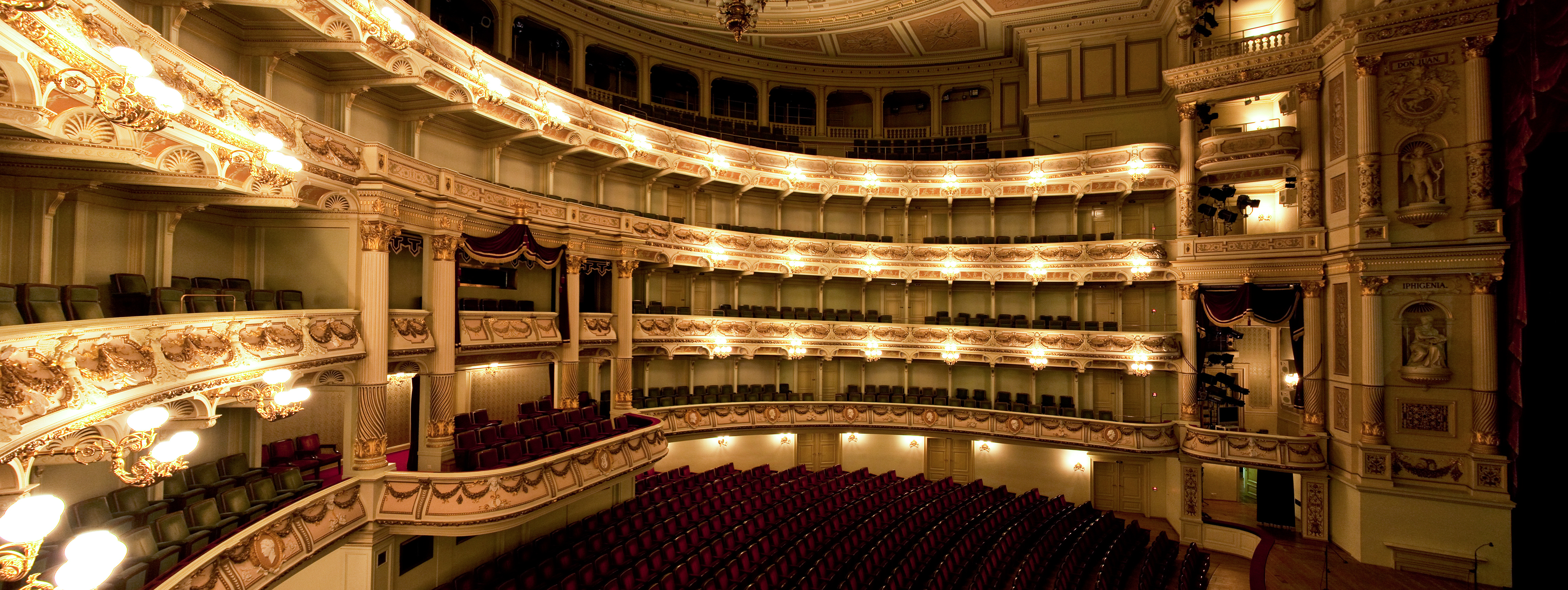
Panomara do interior do auditório

O estilo da construção é causa de muitos debates, pois apresenta características do Renascimento, do Barroco e até do estilo Coríntio. Entretanto, muitos a classificam como um estilo eclético, onde influências de muitos estilos foram usados na construção.
O prédio foi reconstruído após ter sido destruído por um incêndio em 1869. Foi dada a Gottfried Semper a responsabilidade da reconstrução, mas ele foi exilado por causa de suas atividades no ano de 1849. Então o arquiteto que tomou seu posto foi Manfred Semper (seu filho), que teve que completar o trabalho de seu pai. Este segundo prédio foi construído no estilo neo-renascentista, em 1878.
O prédio é considerado um exemplo da arquitetura barroca de Dresden. Este está situado Praça do Teatro (Theaterplatz), no centro de Dresden. Monumentos de artistas famosos, como Johann Wolfgang von Goethe, Friedrich Schiller, William Shakespeare, Sófocles, Molière e Eurípides, estão expostos. Nos anos que antecederam a guerra, muitas estreias de obras de Richard Strauss foram realizadas lá.
Durante as últimas semanas da Segunda Guerra Mundial, em 1945, a construção foi novamente destruída. Exatamente, quarenta anos depois, no dia 13 de fevereiro de 1985 a ópera foi reconstruída. Foi reinaugurada com a mesma ópera que foi apresentada, antes de ser destruída em 1945: Der Freischütz, de Carl Maria von Weber.

## Diretores musicais

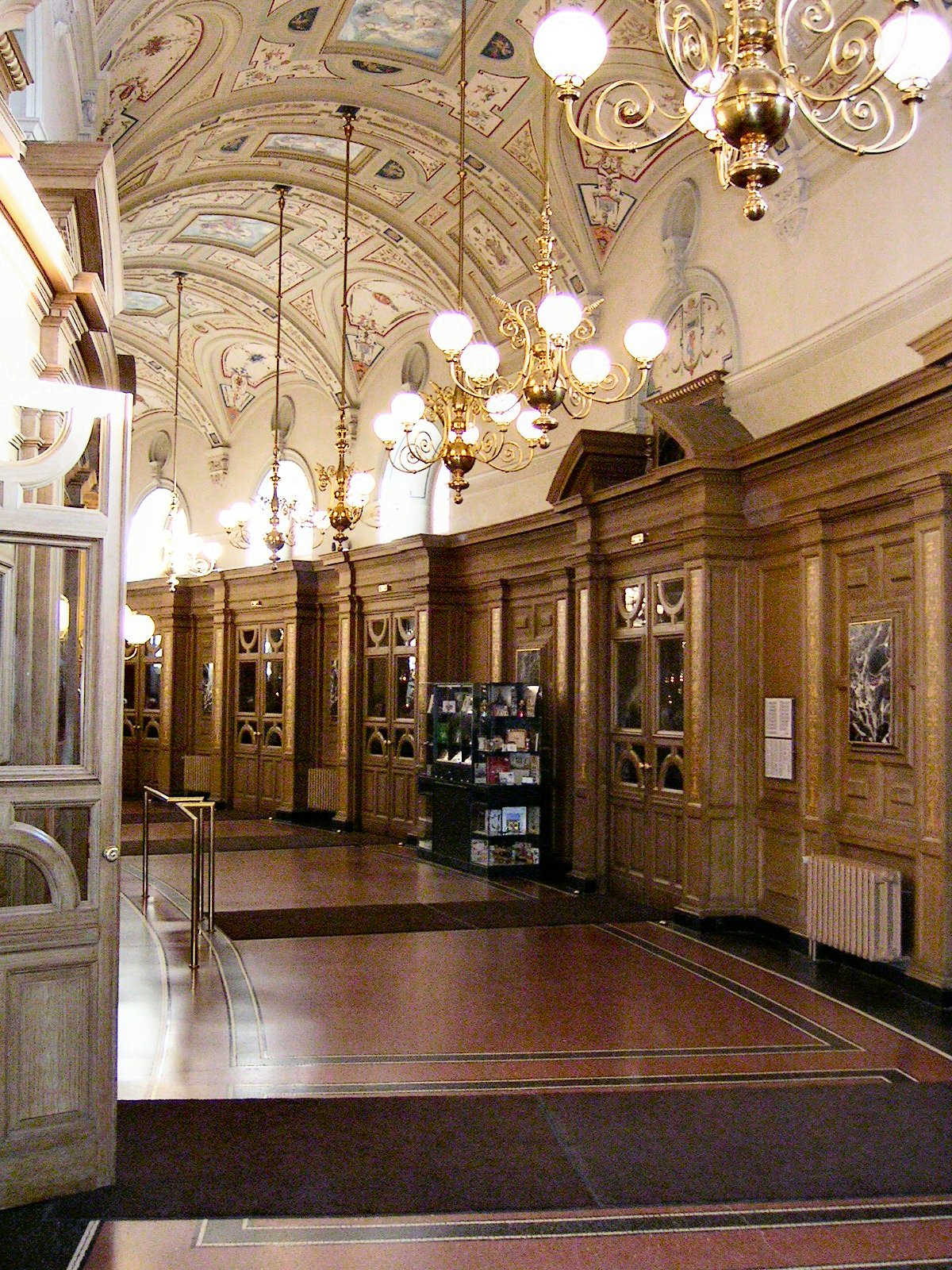
Entrada

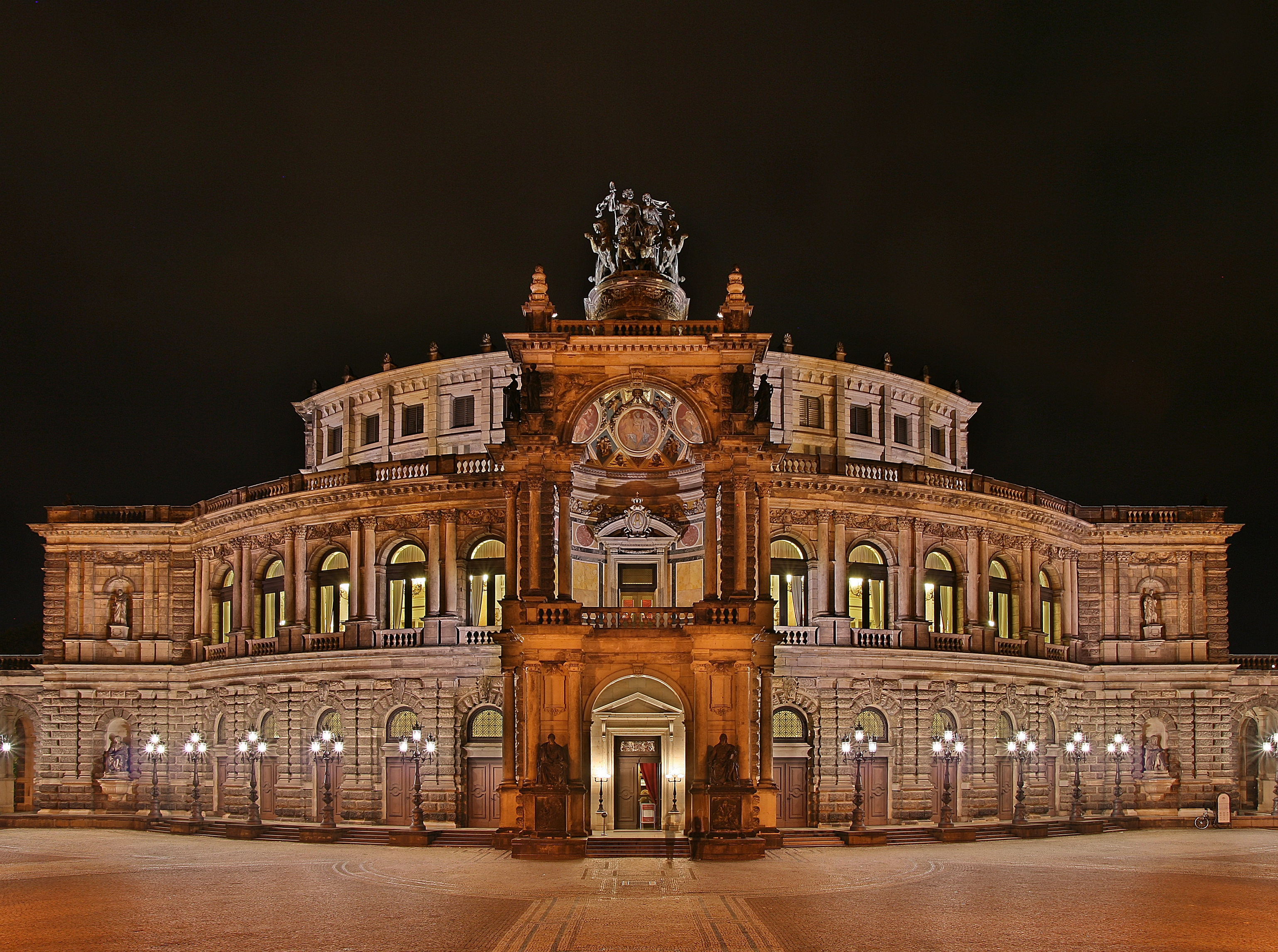

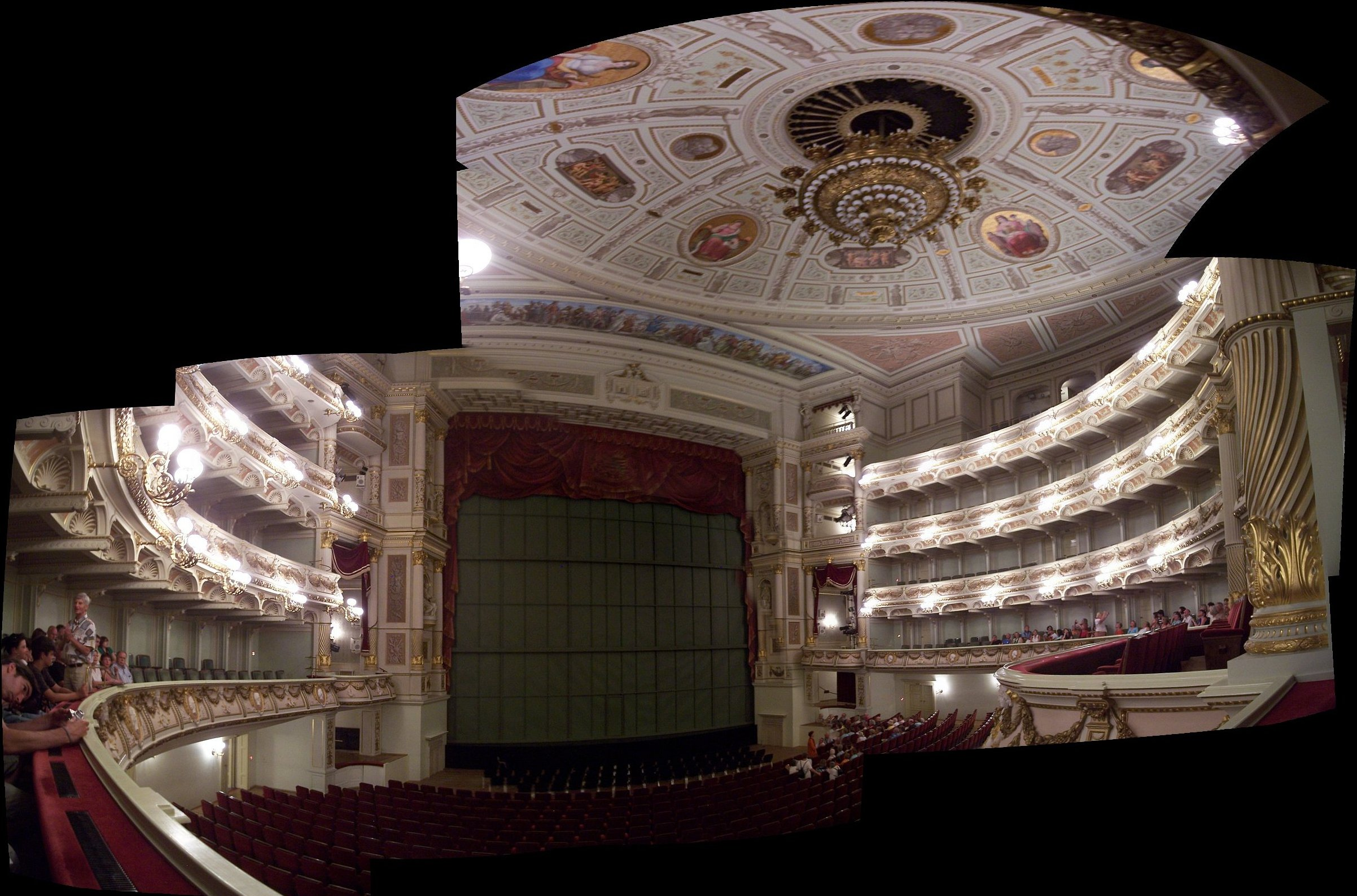
Interior (2008)

- Johann Adolph Hasse
- Carl Maria von Weber
- Carl Gottlieb Reißiger
- Richard Wagner
- Ernst von Schuch
- Fritz Reiner 1914–1921
- Fritz Busch 1922–1933
- Karl Böhm 1934–1942
- Karl Elmendorff 1943–1944
- Joseph Keilberth 1945–1951
- Rudolf Kempe 1949–1952
- Otmar Suitner 1960–1964
- Kurt Sanderling 1964–1967
- Herbert Blomstedt 1975–1985
- Hans Vonk 1985–1990
- Giuseppe Sinopoli 1992–2001
- Semyon Bychkov 2001–2002
- Bernard Haitink 2002–2004
- Fabio Luisi 2004–2012
- Christian Thielemann desde 2012

## Artistas associados com a ópera

### Maestros associados
- Carl Maria von Weber
- Richard Wagner
- Ernst von Schuch
- Fritz Busch
- Giuseppe Sinopoli
- Karl Böhm
- Fabio Luisi

### Cantores associados
- Therese Malten* Bernd Aldenhoff
- Elisabeth Höngen
- Elisabeth Rethberg
- Ernestine Schumann-Heink
- Erna Sack
- Edda Moser
- Hermann Wedekind
- Marie Wittich

## Premièresna ópera
- 1842: Richard Wagner - Rienzi
- 1843: Richard Wagner - O Holandês Voador
- 1845: Richard Wagner - Tannhäuser
- 1901: Richard Strauss - Feuersnot
- 1905: Richard Strauss - Salome
- 1909: Richard Strauss - Elektra
- 1911: Richard Strauss - Der Rosenkavalier
- 1925: Ferruccio Busoni - Doktor Faust
- 1926: Paul Hindemith - Cardillac
- 1926: Kurt Weill - Der Protagonist
- 1927: Emil von Reznicek - Spiel oder Ernst
- 1927: Othmar Schoeck - Penthesilea (ópera)
- 1928: Richard Strauss - Die ägyptische Helena
- 1930: Othmar Schoeck - Vom Fischer un syner Fru
- 1932: Eugen d'Albert - Mr Wu
- 1933: Richard Strauss - Arabella
- 1935: Richard Strauss - Die schweigsame Frau
- 1935: Rudolf Wagner-Régeny - Der Günstling
- 1937: Schoeck - Massimilla Doni
- 1938: Richard Strauss - Daphne